# Яковлевская (Кировская область)
 Яковлевская  — деревня в Афанасьевском районе Кировской области в составе Ичетовкинского сельского поселения.

## География
Расположена на расстоянии примерно 21 км на восток-юго-восток от райцентра поселка  Афанасьево.

## История
Известна с 1905 года как починок Якова Бузмакова, дворов 2 и жителей 15, в 1926 (починок Яковлевский) 2 и 14, в 1950 19 и 73, в 1989 44 жителя.  

## Население
Постоянное население составляло 24 человека (русские 88%) в 2002 году, 18 в 2010.